# Barnstable (Massachusetts)
Barnstable est une ville du Cap Cod, dans le Massachusetts, aux États-Unis. C'est le chef-lieu du comté de Barnstable. Au recensement de 2020, sa population s'élevait à 48 916 personnes sur un territoire de 197,7 km2.
Barnstable est jumelée avec la ville anglaise de Barnstaple.

## Villages
La ville de Barnstable inclut sept villages, chacun ayant des qualités culturelles et historiques uniques et significatives : 
- Centerville (en), situé au sud, est résidentiel et compte des plages.
- Osterville est également situé au sud, est un village résidentiel, avec une côte qui inclut des admissions et des ports pour le canotage et la pêche.
- Hyannis est la zone commerciale et comprenant des immeubles de bureaux, ainsi que plusieurs centres commerciaux. Le village possède aussi un port dont l'activité principale est consacrée à la plaisance et à la pêche. Ce port permet d'accéder par bac à Martha's Vineyard et aux îles de Nantucket. L'aéroport et le terminus de bus régionaux se trouvent également à Hyannis.
- Marstons Mills (en) est principalement résidentiel et est situé sur la Massachusetts Route 28 (en).
- Cotuit est un village situé sur une péninsule du côté du sud avec plusieurs plages.
- Barnstable village (en) est situé au nord, possède un port et plusieurs plages.
- West Barnstable est également situé au nord, et est principalement résidentiel.

## Démographie
| Groupe            | Barnstable | Massachusetts | États-Unis |
| ----------------- | ---------- | ------------- | ---------- |
| Blancs            | 89,3       | 80,4          | 72,4       |
| Métis             | 3,1        | 2,6           | 2,9        |
| Afro-Américains   | 3,0        | 6,6           | 12,6       |
| Autres            | 2,8        | 4,7           | 6,4        |
| Asiatiques        | 1,2        | 5,3           | 4,8        |
| Amérindiens       | 0,6        | 0,3           | 0,9        |
| Total             | 100        | 100           | 100        |
|                   |            |               |            |
| Latino-Américains | 3,1        | 9,6           | 16,7       |

Selon l'American Community Survey, pour la période 2011-2015, 88,87 % de la population âgée de plus de 5 ans déclare parler anglais à la maison, alors que 4,22 % déclare parler le portugais, 2,72 % l'espagnol, 0,72 % le français, 0,59 % le serbo-croate et 2,88 % une autre langue.

## Jumelage
- Barnstaple (Royaume-Uni)